# リヴィング・シングス
『リヴィング・シングス』（Living Things）は、リンキン・パークの5枚目のスタジオ・アルバム。日本盤は2012年6月20日に世界最速で先行リリース。全米では2012年6月26日にワーナー・ブラザース・レコードよりリリースされた。
アメリカビルボード200や全英アルバムチャートなど、世界15カ国以上で初登場1位を獲得。

## 概要
前2作に続き、リック・ルービンとバンドメンバーであるマイク・シノダによる共同プロデュース。前作『ア・サウザンド・サンズ』から約2年ぶりのリリースで、バンド自身最短のリリース間隔である。
前作、前々作では政治的メッセージが中心になったアルバムだったが、今作では1st、2ndアルバムで見られた人間的メッセージへ回帰している。また、1st、2ndアルバムと同じく歌詞にFu*kやSh*t等の卑語が入っていない。音楽的にはヘヴィなギター音が数曲で使われ、前作、前々作よりも増えてはいるものの前面に出ることはなく、主に電子音が前面に出ている。また、マイクのラップやチェスターのシャウトが前作、前々作よりも多くなっている。
通常盤全12曲のうち、3曲がゲームソフトや映画の予告編曲およびテーマソングに起用されており、以前の作品に比べタイアップ数が最も多いアルバムとなっている。

## 収録曲
1. LOST IN THE ECHO (3:26)
2ndシングル。2012年10月5日リリース。PVも制作されたが、初めてバンドメンバーが一切登場しないものとなった[1]。
2. IN MY REMAINS (3:20)
3. BURN IT DOWN (3:50)
1stシングル。2012年4月16日（日本盤は5月23日）リリース。全米30位、全英27位。
4. LIES GREED MISERY (2:27)
ゲームソフト『メダル・オブ・オナー ウォーファイター』予告編曲。
5. I'LL BE GONE (3:31)
6. CASTLE OF GLASS (3:25)
3rdシングル。2013年2月1日リリース。ゲームソフト『メダル・オブ・オナー ウォーファイター』テーマソング。PVも同ゲームソフトとコラボしたものとなっている[2]。
7. VICTIMIZED (1:46)
8. ROADS UNTRAVELED (3:49)
映画『ニード・フォー・スピード (映画)』挿入曲。
9. SKIN TO BONE (2:48)
10. UNTIL IT BREAKS (3:43)
ギターのブラッドが最後のコーラスを歌っている。
11. TINFOIL (1:12)
インストゥルメンタル。
12. POWERLESS (3:45)
日本限定シングル。2012年10月31日に日本でデジタル配信が開始された。映画『リンカーン/秘密の書』予告編曲[3]・エンディングテーマソング。

日本盤ボーナス・トラック
1. What I've Done (Live)